# The Posies
The Posies est un groupe de power pop américain formé en 1987 à Bellingham, dans l'État de Washington par Jon Auer et Ken Stringfellow.
Le groupe est actuellement signé sur le label Rykodisc.

## Historique
Né à l'aube des années 1990, ce groupe de power pop de Seattle, dont les deux frontmen Ken Stringfellow et Jon Auer se partagent les guitares, le chant et la composition, a connu le succès avec l'album Frosting on the Beater sorti en 1993 sur le label Geffen et, entre autres, les singles Dream All Day et Solar Sister.
L'album suivant, Amazing Disgrace (1996), bien qu'acclamé par la critique, ne connait pas le même succès commercial, ce notamment à cause d'une sortie trop tardive pour pouvoir profiter de l'engouement précédemment suscité.
Jon Auer décide alors de quitter Geffen pour retourner sur un label indépendant pour l'album suivant, Success (pied de nez et clin d'œil à leur premier opus, Failure — « échec ») qui sort sur le label PopLlama en 1998.
En 1998, Jon Auer quitte le groupe pour se consacrer à ses projets personnels.
Ken Stringfellow rejoint le groupe R.E.M. en studio et en tournée de 1999 à 2011 et sort trois albums solo. 
Jon et Ken collaborèrent avec le groupe Big Star d'Alex Chilton. 
The Posies se reforment en 2005 pour la sortie de l'album Every Kind of Light (Ryko Disc), suivie d'une tournée.
En janvier 2007, deux de leurs chansons sont intégrées au système d'exploitation Windows Vista.
Le groupe sort, le 21 septembre 2010, un album intitulé Blood/Candy (Ryko Disc/Naive).
Le 29 avril 2016 parait un nouvel album, Solid States, sur le label MyMusicEmpire.

## Membres
Actuels
- Jon Auer - Guitare, Voix
- Ken Stringfellow - Guitare, Voix
- Frankie Siragusa - Batterie

## Discographie
- Failure (1988)
- Dear 23 (1990)
- Frosting on the Beater (1993)
- Amazing Disgrace (1996)
- Success (1998)
- Alive Before the Iceberg (2000)
- Dream All Day (best of) (2000)
- Every Kind of Light (2005)
- Blood / Candy (2010)
- Solid States (2016)